# Hardknott Pass

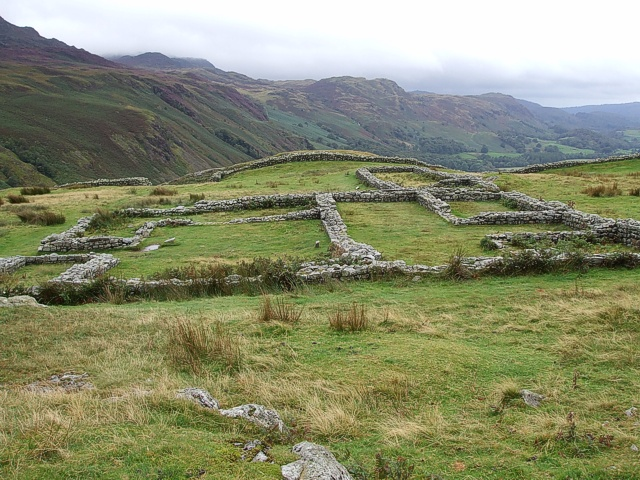
Das römische Fort am Hardknott-Pass

Der Hardknott Pass ist ein Gebirgspass im Lake District in Cumbria, England.
Der Pass liegt auf einer Höhe von 393 m und wird im Norden vom Gipfel des Hard Knott und im Süden vom Gipfel des Harter Fell begrenzt. Von Westen führt eine Straße von Ravenglass durch das Eskdale-Tal über den Hardknott-Pass. Die Straße fällt nach Osten in das Duddon Valley ab. Die Straße wurde im 2. Jahrhundert von den Römern gebaut, um ihren Hafen und das Fort in Ravenglass mit ihrem Fort bei Ambleside zu verbinden. Auf einer Höhe von 200 m befinden sich auf der westlichen Seite des Passes heute noch die Reste eines römischen Forts, das von English Heritage verwaltet wird.
Die Straße ist mit einer Steigung von bis zu 30 Prozent eine der steilsten in England und im Winter oft wegen Eis und Schnee geschlossen.